# Liste von Datenmodellierungswerkzeugen
Diese Liste enthält Datenbankmodellierungswerkzeuge, also Programme, mit denen man Tabellen für relationale Datenbanken festlegen und verknüpfen kann. Diese können dann in der Regel als Entity-Relationship-Modell-Diagramm dargestellt werden.

## A
- Access von Microsoft
- ARIS Toolset von IDS Scheer
- ArgoUML mit der Erweiterung 'Database Modeling Tool'

## D
- DataGrip von JetBrains
- DBeaver[1]
- Dia
- diagrams.net (früherer Name: draw.io)
- DBDesigner 4 (GPL, Entwicklung eingestellt. Nachfolger: MySQL Workbench)
- Datanamic DeZign

## E
- Enterprise Architect von SparxSystems. UML-Werkzeug. Importiert auch Schema über ODBC, erzeugt DDL.
- Entity Framework von Microsoft
- ER Diagrammer von KeepTool
- erwin Data Modeler von Quest Software (früher CA Technologies)
- ER/Studio von Embarcadero Technologies

## F
- Fujaba (UML-Werkzeug, Java).

## H
- HeidiSQL

## I
- Innovator von MID GmbH
- IBM InfoSphere Data Architect
- INTERLIS

## J
- JERM von Christian Oeing

## L
- LaTeX-Paket pst-dbicons
- LibreOffice Base

## M
- MagicDraw
- MySQL Workbench von Oracle
- Mogwai ER-Designer (Freeware)

## O
- OOMEGA
- Oracle Designer
- Oracle SQL Developer Data Modeler

## P
- Poseidon for UML
- PowerArchitect von SQL Power Group inc
- PowerDesigner von Sybase

## R
- Rochade Metadaten-Repository von Rocket Software

## S
- SILVERRUN

## T
- Toad Data Modeler von Quest Software

## U
- Umbrello
- UML-INTERLIS-Editor (Freeware), siehe auch INTERLIS

## V
- Visio von Microsoft
- Visual Paradigm UML von Visual Paradigm International

## X
- xCase von Resolution
- Xcode von Apple (Core Data)

## Y
- yEd von yWorks